# 图瓦卢国旗
图瓦卢国旗最初啟用於1978年10月1日，1995年12月22日废除，又于1997年4月11日重新启用。
国旗左上方為英國國旗，意指图瓦卢为英联邦成员；底色为浅蓝色，代表图瓦卢是大洋洲国家的一员，9顆黄色五角星代表了9個構成图瓦卢的環礁。
1995年10月1日，图瓦卢国旗上的五角星颗数减为8颗。同年12月22日，图瓦卢启用了一面共和主义图案的新国旗（五角星仍为8颗，并在次年1月31日稍加修改），但这面新国旗并不在图瓦卢民间受欢迎，故1997年4月11日，图瓦卢政府以修宪形式，撤回新国旗使用案，复用1978年版国旗。
2013年1月，部分图瓦卢国会议员又提出恢复1995年12月版国旗的议案，他们认为旗左上方的英國國旗与图瓦卢的独立的主权国家地位不相符合。

## 其他旗帜
- 吉爾伯特和埃利斯群島旗（1892年7月6日至1976年10月1日）：英國殖民地，圖瓦盧當時稱為埃利斯群島
- 吉爾伯特和埃利斯群島旗（1937年6月22日至1976年10月1日）：英國殖民地，圖瓦盧當時稱為埃利斯群島
- 圖瓦盧領地政府旗（1976年10月1日至1978年10月1日）圖瓦盧成為單獨海外領地，並準備獨立
- 圖瓦盧領地旗（1976年10月1日至1978年10月1日）圖瓦盧成為單獨海外領地，並準備獨立

- 第一代國旗（1978年10月1日至1995年10月1日，1997年4月11日重新启用）
- 第二代國旗（1995年10月至12月22日）：五角星减为8颗
- 第三代國旗（1995年12月22日至1997年4月11日）